# 俄罗斯反战委员会
俄羅斯反戰委員會（俄语：Антивоенный комитет России）是由一群流亡境外的俄羅斯公眾人物創立的組織，目的是反對弗拉基米爾·普京政權和2022年俄羅斯入侵烏克蘭。透過其「方舟」項目，該委員會幫助為因戰爭而離開俄羅斯的移民協調資源。2024年1月，俄罗斯宣布将该委员会列入不良组织名单，全面禁止该组织在俄罗斯的活动。

## 成立
反戰委員會由一群流亡境外的俄羅斯公眾人物於2022年2月27日成立。該委員會宣稱目標是與弗拉基米爾·普京的統治作鬥爭，該委員會將其描述為「獨裁統治」，說這是烏克蘭戰爭的罪魁禍首。《莫斯科時報》指出，委員會協調努力的重要性與俄羅斯反對派之間更為典型的內訌不同。委員會的重要成員包括原尤科斯石油公司首席執行官米哈伊爾·霍多爾科夫斯基、曾在2000年至2004年期間擔任過俄羅斯總理的米哈伊爾·卡西亞諾夫、國際象棋世界冠軍加里·卡斯帕羅夫、經濟學家謝爾蓋·阿列克薩申科和謝爾蓋·古里耶夫、歷史學家弗拉迪米爾·卡拉-穆爾扎、俄羅斯科學院院士尤里·皮沃瓦羅夫、政治家德米特里·古德科夫、企業家鮑里斯·濟明和葉夫根尼·奇奇瓦爾金、作家維克托·申傑羅維奇以及記者葉夫根尼·基謝廖夫。該組織在其網站上使用白藍白旗和烏克蘭國旗顏色的和平標誌作為符號。
2024年2月1日，俄罗斯司法部将俄罗斯反战委员会组织列入俄罗斯认为其活动不受欢迎的外国和国际非政府组织名单，并将该组织在俄罗斯的活动认定为「犯罪」。

## 目標
該委員會呼籲各國政府「對違反國際法的人採取堅定的反對立場」。此外，它還向「真正的俄羅斯愛國者們」發出呼籲，「在反對弗拉基米爾·普京侵略性獨裁統治的鬥爭中團結起來——不論任何政治分歧、意識形態分歧以及個人的同情和反感」。

## 倡議和活動
該委員會已向西方國家普通民眾以及俄羅斯最大政黨統一俄羅斯黨成員等特定群體發出呼籲。3月4日，委員會在計劃在莫斯科舉行的抗議活動前兩天向俄羅斯人發出了直接呼籲。該組織還直接向Alphabet的董事會成員謝爾蓋·布林發出呼籲。
反戰委員會運營「方舟」項目，作為對因戰爭而選擇移民的俄羅斯人的支持資源。通過這個項目，該委員會能夠幫助俄羅斯移民找到住房、開設銀行賬戶以及提供其他形式的援助。它與位於葉里溫和伊斯坦堡的志願者部分協調，但也能夠在其他地方提供法律援助。該委員會表示，作為其「日出」計劃的一部分收集的捐款將有助於為戰爭期間居住在烏克蘭的人們提供食品、藥品、衣服和衛生用品等人道主義援助。